# Qāsemābād-e Jalīl
Qāsemābād-e Jalīl (persiska: قاسم آباد جلیل) är en ort i Iran.   Den ligger i provinsen Kohgiluyeh och Buyer Ahmad, i den centrala delen av landet, 600 km söder om huvudstaden Teheran. Qāsemābād-e Jalīl ligger 2 019 meter över havet och antalet invånare är 317.
Terrängen runt Qāsemābād-e Jalīl är kuperad åt nordost, men åt sydväst är den bergig. Runt Qāsemābād-e Jalīl är det ganska glesbefolkat, med 24 invånare per kvadratkilometer. Närmaste större samhälle är Chītāb, 18,1 km norr om Qāsemābād-e Jalīl. Omgivningarna runt Qāsemābād-e Jalīl är i huvudsak ett öppet busklandskap.